# オオバイカモ
オオバイカモ（大梅花藻、Ranunculus ashibetsuensis）は、キンポウゲ科・キンポウゲ属に分類される水草の一種。

## 分布
日本固有種。北海道の東部にのみ分布する。1988年に鶴居芦別川で初めて採集された。

## 特徴
その名のとおり近縁種のバイカモと比較して、全長は2-4mに達するほど大型で、花も直径が2cmを超える。バイカモ類は地理的変異が多く、識別は難しい。